# Cerniébaud
Cerniébaud là một xã trong vùng hành chính Franche-Comté, thuộc tỉnh Jura, quận Lons-le-Saunier, tổng Nozeroy. Tọa độ địa lý của xã là 46° 43' vĩ độ bắc, 06° 06' kinh độ đông. Cerniébaud nằm trên độ cao trung bình là 982 mét trên mặt nước biển, có điểm thấp nhất là 926 mét và điểm cao nhất là 1237 mét. Xã có diện tích 10.53 km², dân số vào thời điểm 1999 là 53 người; mật độ dân số là 5 người/km².

## Thông tin nhân khẩu
| 1962 | 1968 | 1975 | 1982 | 1990 | 1999 |
| ---- | ---- | ---- | ---- | ---- | ---- |
| 59   | 74   | 65   | 55   | 49   | 53   |